# Waldemar Sender
Waldemar Sender (ur. 27 maja 1963) – polski koszykarz występujący na pozycjach silnego skrzydłowego lub środkowego, reprezentant kraju, multimedalista mistrzostw Polski.

## Osiągnięcia
Na podstawie, o ile nie zaznaczono inaczej.

### NCAA Division III
- Uczestnik rozgrywek Sweet 16 turnieju NCAA Division II (1988–1991)
- Mistrz turnieju konferencji Little East Conference (LEC – 1988, 1990, 1991)
- MVP turnieju LEC (1990)
- Debiutant roku LEC (1988 – 14,6 punktu, 5,3 zbiórki)
- Wybrany do:
  - I składu:
    - LEC (1989–1991)
    - All-New England (1989, 1991)
    - All-Northeast Region (1989, 1991)

  - II składu:
    - All-New England (1990)
    - All-Northeast Region (1990)

  - III składu All-American D III (1991 przez National Association of Basketball Coaches – NABC)[4]
  - Galerii Sław Sportu:
    - konferencji LEC (2019)
    - UMass Dartmouth Corsair Hall of Fame (1996)
- I zawodnik w historii uczelni zaliczony do składu All-American
- II zawodnik w historii konferencji LEC zaliczony do składu All-American przez NABC
- Lider wszech czasów uczelni w:
  - punktach (2201)
  - rozegranych spotkaniach (111)
  - celnych rzutach wolnych (581)

### Drużynowe
Seniorów
- Brązowy medalista mistrzostw Polski (1985, 1986)
- Awans do najwyższej klasy rozgrywkowej z Polonią Warszawa (1982)

Młodzieżowe
- Mistrz Polski juniorów (1982)

### Indywidualne
- Zaliczony do I składu mistrzostw Polski juniorów (1981, 1982)

### Reprezentacja
- Uczestnik trasy reprezentacji Polski po USA (9-20.11.1986)[5]